# Sébastien Érard
Sébastien Érard (Strasburgo, 5 aprile 1752 – Passy, 5 agosto 1831) è stato un cembalaro, imprenditore e costruttore di pianoforti francese.
Di origini tedesche, si specializzò nella costruzione di clavicembali e arpe sviluppando le capacità di ambedue questi strumenti e avvicinandosi al pianoforte moderno.
Interessatosi in un primo momento nelle tecniche di costruzione del clavicembalo, si specializzò in seguito nella produzione di arpe e in particolare di pianoforti. Per quest'ultimo nel 1822 sviluppò tecniche e strumentazioni d'avanguardia per l'epoca come lo scappamento semplice e lo scappamento doppio che rivoluzionarono in maniera radicale le tecniche costruttive dello strumento. Produsse inoltre il meccanismo a due gruppi di corde indipendenti per il pianoforte e il meccanismo a tiranti e il doppio movimento per l'arpa. Studiò anche le tecniche di produzione degli organi e nel 1829 costruì l'organo del palazzo delle Tuileries. Il nipote Pierre proseguì l'attività della ditta di famiglia nel campo della costruzione di pianoforti e di arpe.

## Storia
Costruì il suo primo pianoforte nel 1777 nella sua fabbrica di Parigi, trasferendosi poi quindici anni dopo in un immobile nella Great Marlborough Street di Londra per sfuggire alla Rivoluzione francese: infatti la sua crescente fama e le diverse commissioni richiestegli da Luigi XVI e Maria Antonietta lo misero a rischio. Ritornò in seguito a Parigi e produsse strumenti da entrambe le fabbriche. I pianoforti di Érard furono apprezzati da molti musicisti famosi - Beethoven, Chopin, Fauré, Haydn, Herz, Liszt, Mendelssohn, Moscheles e Verdi sono solo alcuni dei grandi compositori che avevano suoi pianoforti.
Nel novembre del 1794 Érard registrò il primo brevetto inglese per un'arpa (Improvements in Pianofortes and Harps, patent no. 2016), uno strumento a singola azione molto raffinato (accordato in MI) che poteva essere suonato in otto chiavi maggiori e cinque minori grazie all'ingegnoso meccanismo a forchetta che permetteva alle corde di essere accorciate di un semitono.
Il meccanismo a sette pedali per lo "scappamento doppio" nell'arpa (perfezionato e brevettato nell'estate del 1810, Brevetto n. 3332) permette ad ogni corda di essere accorciata di uno o due semitoni, creando un singolo tono. Questo meccanismo, ancora utilizzato dai moderni fabbricanti di arpe a pedale, permette ad un arpista di suonare in qualsiasi chiave o scala cromatica. Tale innovazione fu talmente popolare che Érard vendette arpe per 25 000 sterline nel solo primo anno di commercializzazione dello strumento.
Il meccanismo di Érard per il pianoforte a coda (English patent no 4,631, 1821) è il predecessore di quello usato in quelli moderni, la leva di ripetizione nei meccanismi a scappamento doppio permettono alle note di venire ripetute più facilmente che in quelli ad azione singola. Questa è solo una delle piccole innovazioni di Érard che ancora si trovano nei pianoforti moderni - per esempio Érard fu il primo costruttore di Parigi che applicò i pedali al piano, e il suo strumento ne aveva diversi. C'era l'usuale pedale di risonanza, uno per sollevare il meccanismo, un celeste e un pedale "fagotto" (che appoggiava del cuoio alle corde facendole ronzare). Una leva al ginocchio permetteva di muovere il meccanismo più del relativo pedale, facendo colpire ai martelletti una singola corda. Altri brevetti sui pianoforti di Érard sono soprattutto sulle specifiche tecniche della tastiera, della tavola acustica e del meccanismo di accordatura; queste innovazioni sono virtualmente contenute nei progetti dei piani moderni.
Si dice che Franz Liszt abbia suonato un piano a sei ottave di Érard a Parigi nel 1824. Érard stipulò un contratto con lui da allora sino al 1825, così che lo sponsorizzarono per un suo tour in Inghilterra suonando i suoi pianoforti.